# Paradelphomyia (Oxyrhiza) minuta
Paradelphomyia (Oxyrhiza) minuta is een tweevleugelige uit de familie steltmuggen (Limoniidae). De soort komt voor in het Nearctisch gebied.